# Leonardo Coccorante
Leonardo Coccorante (Naples, 8 novembre 1680 - Naples, 1750) est un peintre napolitain pré-romantique du XVIIIe siècle connu pour sa peinture détaillée représentant des paysages imaginaires de ruines d'architecture classique. Il place souvent des petits personnages au premier plan afin de mettre en évidence l'énormité des ruines. Coccorante est classé comme un peintre de vues (veduta, vista).

## Biographie
Coccorante est d'abord l'élève de Jan Frans van Bloemen surnommé L'Orizzonte et de Angelo Maria Costa (1670-1721), avant d'étudier auprès de  Gabriele Ricciardelli (actif entre 1741 et 1777). Il est considéré comme le plus imaginatif et doué du cercle de Luca Giordano, et même qualifié de « Girodano de la perspective » pour ses sujets d'architecture et de ruines.
Il fait ses débuts comme décorateur à la cour de Charles VII de Naples. Il réalise la Veduta del golfo di Napoli dal Calascione et le Palazzo dei Regii Studi (collections privées napolitaines) pour la décoration du palais royal de Naples à l'occasion des fiançailles de Charles III d'Espagne roi des Deux-Siciles (nommé improprement Charles de Bourbon) et de Marie-Amélie de Saxe (1737-1739), et ensuite d'autres vues de la cité.

## Œuvres dans les musées
L'Honolulu Academy of Arts, le Musée d'Art Lowe (Coral Gables, en Floride) figurent parmi les collections publiques qui comportent des peintures de Leonardo Coccorante.

### En Italie
- Capriccio di rovine architettoniche, collection d'art de la Banca Agricola Mantovana
- Capricci architecturaux, pinacothèque du Castello Sforzesco, Milan
- Museo Regionale Agostino Pepoli (Trapani

### En France
- Sacrifice d'Abraham, musée départemental de l'Oise, Beauvais
- Ruines au bord de la mer. Effet d'orage, deux tableaux au musée de Grenoble
- Scène nocturne dans les ruines, musée du Louvre, Paris

## Sources
- (en) Cet article est partiellement ou en totalité issu de l’article de Wikipédia en anglais intitulé « Leonardo Coccorante » (voir la liste des auteurs).
- Vite dei Pittori, Scultori, ed Architetti Napolitani  de Bernardo De Dominici, (1742-1745, III, p. 566)